# ストロベリーナイト (映画)
『ストロベリーナイト』は2013年1月26日に公開された日本映画。誉田哲也の警察小説シリーズ「姫川玲子シリーズ」を原作とするフジテレビの刑事ドラマ『ストロベリーナイト』の劇場版作品。監督は佐藤祐市、竹内結子主演。
本作品は姫川玲子シリーズのうち第4作の『インビジブルレイン』を原作とした作品。タイトルはドラマ版同様シリーズ第1作と同じ「ストロベリーナイト」となっているが、映画本編ではエピソード名「インビジブルレイン」のサブタイトルが表示されている。PG12指定作品。

## 企画・制作
ドラマ版の最終回に映画化が発表され、2012年5月12日にクランクインし、同年6月30日にクランクアップした。撮影においては、全編キヤノンの「CINEMA EOS SYSTEM」を使っている。
映画化に際しては、ドラマファンの間で盛り上がりを見せていた姫川・菊田の恋愛関係に、牧田を加えた3者による三角関係を前面に出して脚色されたものとなっている。原作小説ではほとんど登場しない菊田が同作の主要人物である牧田と肩を並べる存在感をみせ、西島の演技においても大人の男としてや恋愛感情の表現を強調することとなった。
監督の佐藤祐市は『インビジブルレイン』の原作タイトル通り、姫川の持つ闇を雨に象徴させて表現するため、ほぼ全編に渡って雨天の中で物語が進むという演出をすることに決めた。この雨を降らせる演出のため予算は通常の1.5倍かかり、晴れの日には中止されるという難しい撮影が続けられた。また映画作品として、テレビでは必要とされる説明的描写を排し、見る側に想像を委ね、人によって解釈に差が出るような撮り方を意識したという。
クライマックスのシーンは市街地を全面封鎖することから東京都内でのロケは難しく、名古屋市の全面協力により土日に同市の道路を封鎖し、水50トン、スタッフ100人、エキストラ1日150人、ハイライダー2台、タンク車5台、車両50台を使用した大規模な撮影が行われた。

## 封切り
全国311スクリーンで公開され、2013年1月26、27日の初日2日間で興収3億1,793万5,400円、動員24万1,095人になり、映画観客動員ランキング（興行通信社調べ）で初登場第1位となった。この週末の日本観客動員数で1位を記録したが、興行収入での1位は前週日本公開の『テッド』に譲った。観客の構成は20代が27.4%、40代が18.2%、15 - 19歳が15.8%、30代が15.3%、50代14.2%、男女比は32対68で、70%の観客はドラマ版あるいはキャストのファンであることを鑑賞動機に挙げた。『ぴあ』調査による1月25・26日の映画初日満足度ランキングでは1位となった。公開9週目時点で、累計動員は171万人、累計興収は21億1,000万円となっている。2014年1月発表の最終興収は21.5億円。

## ストーリー
ある雨の夜、暴力団・龍崎組の下部構成員・小林充の刺殺体が発見される。遺体の状況は別の2つの暴力団員殺しと共通性があり、捜査一課では連続殺人として組対四課と合同の大掛かりな捜査会議が行われる。しかし、単純な暴力団内の抗争と見る組対とそれに疑問を持つ姫川・日下率いる捜一は対立し、別々に捜査を進めることになる。
その会議後、姫川は小林殺しの犯人は「柳井健斗」であるという密告電話を受けるが、それを捜査しないようにと上司たちに告げられる。柳井は9年前に殺害された柳井千恵の弟だった。警視庁は千恵に性的虐待を働いていた姉弟の父に容疑をかけ追及したが、父は否認したまま署内で拳銃を奪い自殺、しかも死後、容疑は誤認で真犯人は千恵の恋人だった小林ではという疑惑がもち上がった。上層部はこの事件を封印していたが、柳井が復讐で小林を殺したとなれば、この不祥事が世間に明らかになり警察への信頼を揺るがす事態となる。自らの保身を考える長岡刑事部長が、今回の事件を暴力団抗争として処理するようにと和田捜査一課長らに圧力をかけていたのだ。敬愛する和田の進退にも影響することから、橋爪、今泉ら上司たちもこれに追随せざるを得ない。反発する姫川は、自身の班の部下たちを巻き込まないよう、単身捜査を始める。
一方、龍崎組の若頭補佐・牧田勲は若頭・藤元の組への裏切りをひそかに追及しながら、連絡のつかなくなった柳井の部屋を訪れたところで姫川と出会う。牧田は不動産会社の社員と身分を偽り、柳井を探す姫川と連絡を取り合う関係になる。そんな中、藤元が何者かに射殺され、連続殺人は4人目となる。やがて、牧田と会っていた姫川、そして菊田は彼の正体を知る。牧田が姫川を抗争に利用していると考えた菊田は彼の元に乗り込むが、姫川への男としての思いを見抜かれ、挑発される。姫川は牧田に柳井との関係を追及し、柳井が情報屋として牧田との付き合いがあったこと、彼が藤元の情報を調べていたことなどを聞き出し、取引用の偽名口座番号を手に入れる。牧田は姫川が抱える心の闇ゆえに自分に惹かれていることを指摘し、二人は雨に打たれる車の中で体を重ねる。姫川を追ってきた菊田は、その情事を、揺れる車を離れた場所からただ見つめるばかりだった。
姫川の単独行動は長岡の耳にも入り、事件の捜査から外されてしまう。諦められない姫川は勝俣に柳井の口座番号を託し、その調査でアジトが判明する。しかし、柳井はその場所で、一連の殺人が自分の単独犯行だという遺書を残し、遺体となって発見される。ここで姫川の部下たちは彼女に捜査指示を求め、その下に一致団結した姫川班は小林殺しの真実に至る。柳井は牧田の協力で小林に刃を向けたものの殺すことができず、その様子と彼の家族を侮辱した小林の態度に過去の心の傷を抉られた牧田が、自ら小林を手にかけたのである。姫川は独りで牧田に会い、出頭するよう説得する。だがそのとき、牧田の部下・川上が刃物を手に襲いかかり、牧田が刺される。小林を除く一連の殺人は、牧田に心酔するあまり、彼を目の敵にする藤元ら邪魔な者たちと柳井を殺し、全てを柳井の犯行に見せかけようとした川上の暴走によるものだった。牧田は泣き叫ぶ姫川の腕の中で、微笑みながら動かなくなってゆく。
事件はそのまま隠蔽（いんぺい）されるかに見えたが、和田が記者会見の席で9年前の事件と連続殺人の関連を暴露し、不祥事の責任を関係者全員が負うと発言したことで長岡の企ては崩される。姫川班のメンバーはそれぞれ所轄に異動となり、彼らの4年6か月の歴史は幕を閉じる。青空の下、異動の挨拶を交わした菊田と姫川はそれぞれの場所へと向かってゆく。

## 出演

### レギュラーキャスト
- 姫川玲子 - 竹内結子（高校時代：岡本あずさ〈回想〉）
- 菊田和男 - 西島秀俊
- 葉山則之 - 小出恵介
- 石倉保 - 宇梶剛士
- 湯田康平 - 丸山隆平
- 小峰薫 - 田中要次
- 林克彦 - 半海一晃
- 姫川瑞江 - 手塚理美（声の出演）
- 大山聡 - 中林大樹
- 遠山義行 - 井上康
- 國奥定之助 - 津川雅彦
- 橋爪俊介 - 渡辺いっけい
- 日下守 - 遠藤憲一
- 今泉春男 - 髙嶋政宏
- 井岡博満 - 生瀬勝久
- 勝俣健作 - 武田鉄矢

### ゲストキャスト

#### 龍崎組
- 牧田勲 - 大沢たかお
- 川上義則 - 金子賢(牧田勲に長く付く舎弟の殺し屋)
- 龍崎神矢 - 石橋蓮司(病に伏してる龍崎組 組長)
- 水谷次郎 - 伊吹吾郎
- 島本秀彦 - 花王おさむ
- 藤元英也 - 鶴見辰吾
- 小林充 - 金子ノブアキ

#### 警視庁
- 和田徹（捜査第一課長　警視正） - 三浦友和〔友情出演〕
- 宮崎真一郎（組対四課係長　警部） - 今井雅之
- 片山正文（組対四課主任　警部補） - 柴俊夫
- 長岡征治（刑事部長　警視監） - 田中哲司

#### 柳井健斗と関係者
- 柳井健斗  - 染谷将太
- 柳井千恵 - 横山美雪
- 柳井篤司 - 飯田基祐
- 内田貴代 - 岡本玲
- 柳井智子 - 大橋貴子（写真）

## スタッフ
- 原作 - 誉田哲也『インビジブルレイン』
- 監督 - 佐藤祐市
- 脚本 - 龍居由佳里、林誠人
- 音楽 - 林ゆうき
- 製作 - 亀山千広、細野義朗、市川南、山田良明、高橋基陽
- エグゼクティブプロデューサー - 種田義彦
- プロデューサー - 成河広明、土屋健、高丸雅隆、江森浩子
- 撮影 - 川村明弘
- 照明 - 阿部慶治
- 映像 - 高梨剣
- 録音 - 金杉貴史
- 編集 - 田口拓也
- 製作 - フジテレビジョン、S・D・P、東宝、共同テレビジョン、FNS27社、光文社
- 特別協力 - 日本出版販売
- 製作プロダクション - 共同テレビジョン
- 配給 - 東宝

なお、映画主題歌は制作されず、エンディングにはメインテーマの「ストロベリーナイト-IrMix」が流された。

## 関連商品
DVD・Blu-ray Disc
ストロベリーナイト コレクターズ・エディションDVD・Blu-ray
2013年7月17日発売。発売元：フジテレビジョン、販売元：ポニーキャニオン。
DVD・Blu-rayいずれも2枚組（本編+特典ディスク）。封入特典としてフォトカード集とプレスシート縮小版、特典ディスクにスピンオフとして放送されたミニドラマ『ストロベリーミッドナイト』とメイキング・イベントの映像を収録。
なお、スピンオフドラマ『ストロベリーナイト アフター・ザ・インビジブルレイン』のDVD・Blu-rayも同日に発売される。
ストロベリーナイト スタンダード・エディションDVD・Blu-ray
発売日、発売元など上記に同じ。
本編ディスク1枚組のみの通常盤。

書籍
- 映画『ストロベリーナイト』オフィシャルブック（2013年1月4日発売、光文社） ISBN 978-4334871055

サウンドトラック
- 映画『ストロベリーナイト』オリジナルサウンドトラック（2013年1月23日発売、ポニーキャニオン）

漫画
映画のコミカライズとして『週刊ヤングマガジン』（講談社）に2013年9号（1月28日発売号）より「ストロベリーナイト -見えない雨-」が連載された。作画は桑村千宏。同年5月2日に単行本第1巻がヤンマガKCより発売予定であったが中止となっている。

## テレビ放映
| 回数 | テレビ局   | 番組名（放送枠名） | 放送日        | 放送時間      | 放送分数 | 視聴率 |
| ---- | ---------- | ------------------ | ------------- | ------------- | -------- | ------ |
| 1    | フジテレビ | 土曜プレミアム     | 2014年4月12日 | 21:00 - 23:35 | 155分    |        |
| 2    | フジテレビ | 土曜プレミアム     | 2015年5月9日  | 21:00 - 23:25 | 145分    | 10.0%  |

- 視聴率はビデオリサーチ調べ、関東地区・世帯・リアルタイム。